# Jean-Auguste Gagnery
Jean-Auguste Gagnery, né le 21 mai 1798 à Paris et mort le 28 avril 1885 à Avon (Seine-et-Marne),,, est un artiste peintre français.

## Biographie

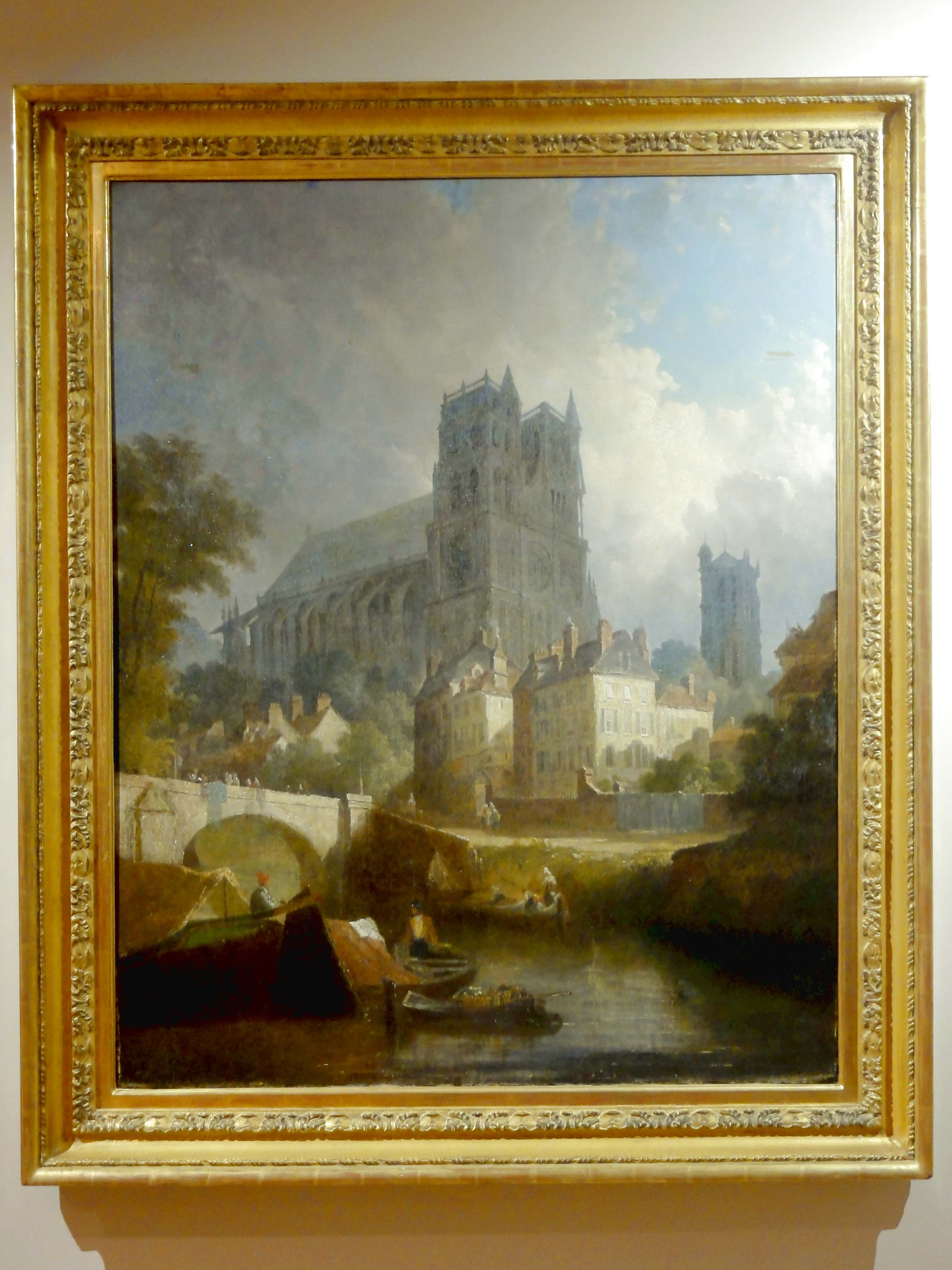
Jean-Auguste Gagnery, La collégiale de Mantes et le pont Perronet.

Jean-Auguste Gagnery est le fils d'Antoine Nicolas et d'Anette Georgette Richebourg.
Il épouse à Paris en 1821, Adélaide Louise De Basseux.
Il expose des portraits de femmes au Salon de 1822, puis des scènes de genres jusqu'en 1846.
En 1845, il quitte le quai des Grands-Augustins pour le quai Saint-Michel.
En 1849, il dépose un brevet : il réalise un système qui permet de maintenir des mannequins sur leurs jambes, sans l'aide d'aucun appui.
Veuf en 1857, il épouse dix ans plus tard Zélie Emma Montigny, à Avon le 9 mai 1867.

## Œuvres
(Liste non exhaustive, classée par années de réalisation).
Tableaux
- L'Arrivée de Jacob en Mésopotamie, musée des Beaux-Arts de Bordeaux
- Ptolémée Philopator, musée d'Amiens
- Bethsabée, Salon de 1822
- Entrée de S.A.R. Monseigneur le duc d'Angoulême à Madrid, Salon de 1824
- L'Arrivée d'une voiture des messageries à Honfleur, musée Eugène-Boudin de Honfleur, vers 1832
- La collégiale de Mantes et le pont Perronet, musée de l'Hôtel-Dieu de Mantes-la-Jolie, s.d.